# 沐并
沐并（？—？），字德信，河间郡人，三国人物，曹魏官員，官至济阴太守，死于嘉平年間。

## 生平
沐并年少喪父，生活貧苦，至袁绍主掌河北時，才開始當官。但其為人公正果敢，不畏強權，曹操任丞相時就以其署軍謀掾。曹魏黃初年間，沐并任成皋令。其時校事刘肇曾路過成皋，命人向縣府人員取稿穀，可是當時正值蝗禍及旱災，都拿不出穀物，官員在想辦法之時劉肇就忍不住直入沐并府中並大聲叫罵。沐并見此大怒，持刀帶著吏卒出來，意欲收捕劉肇，劉肇察覺沐并企圖後就離開，並將此事上報皇帝。魏文帝曹丕就下詔指斥沐并「无所忌惮，自恃清名」，下令收捕他並將要處死。後來沐并免死而只受了髡刑，受刑後復職，但往後十餘年是被投閒置散。一直至正始年間才當上三府長史。當長史八年以後，又外任为济阴太守，隨後又召还任议郎。當時沐并已經六十多歲，自感人生無常，於是準備自身後事，並下令要節葬。至嘉平年間病危時又命人挖好墓穴，要兩名兒子一等他斷氣就給他下葬，不准家人哭泣，也不讓女眷們送喪，不許其他外人來弔祭，也不讓用食物去祭祀他；他又命之後死的人不能共葬，也不能在墳上種樹，妻兒們都一一遵從。後來《魏略》把他與常林、吉茂及時苗的傳記一起記載在《清介傳》中。

## 逸事
為人有志氣及節操，曾經去姐姐處作客，姐姐特地為了他煮飯還宰了一只雞，但他就堅決不留下吃。正始二年（241年），吴將朱然、诸葛瑾攻围樊城，曾遣船兵在岘山东取木材，並讓牂牁人士兵煮食，有先煮熟飯的人對其他人仍在煮的人說：「一起來吃吧！」，但聽到對方拒絕後就回應說：「你想做沐德信嗎？」即使是來自牂牁的蠻族也聽聞過沐并的名字，不知情者還以為沐并是先世的人。

## 儿子
- 沐云
- 沐仪